# Fourqueux
Fourqueux là một xã của Pháp, nằm ở tỉnh Yvelines trong vùng Île-de-France.
Người dân ở đây trong tiếng Pháp gọi là Foulqueusiens.

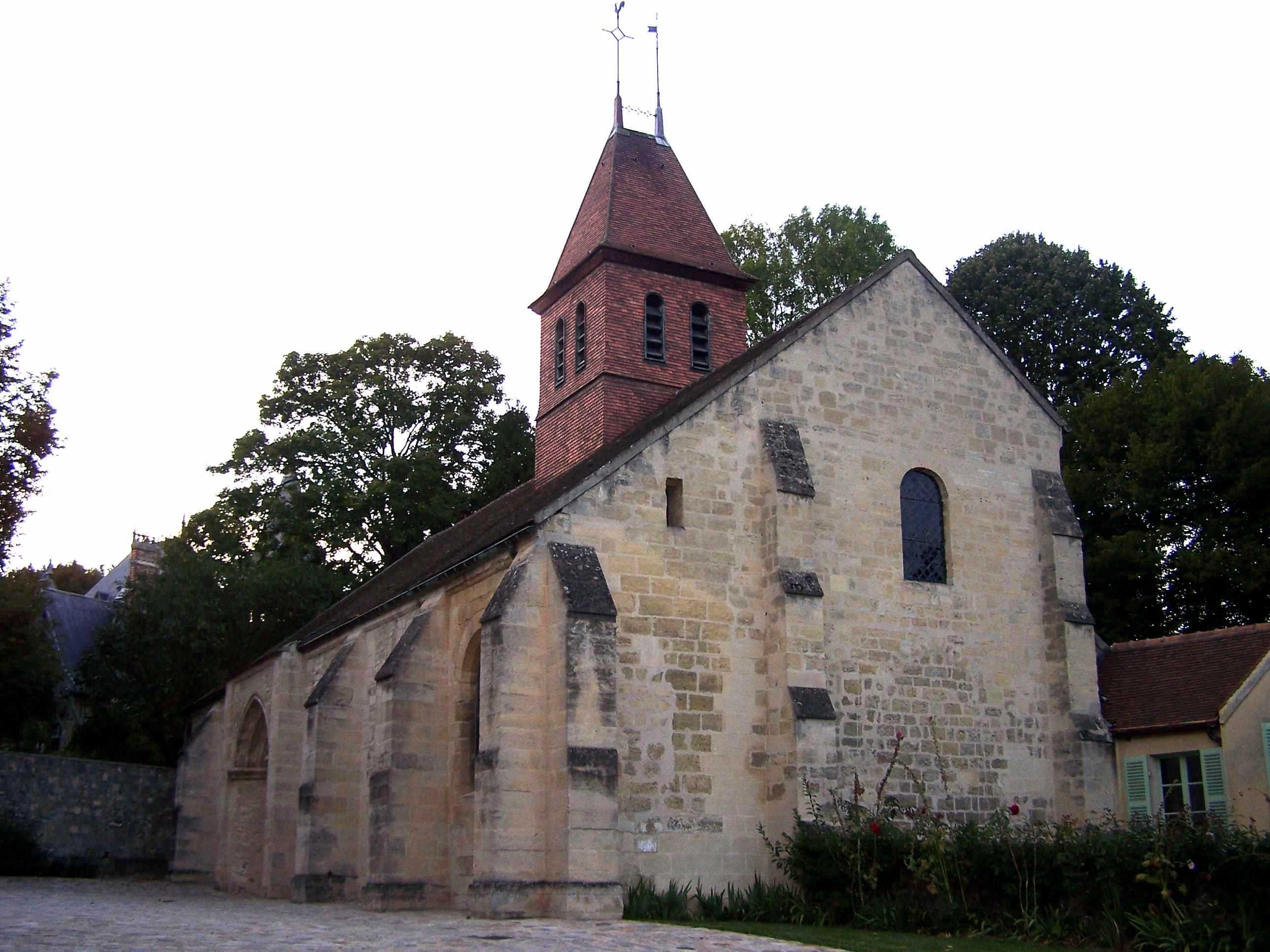
Nhà thờ Sainte-Croix

Các xã giáp ranh: Saint-Germain-en-Laye về phía đông bắc, Mareil-Marly về phía đông, L'Étang-la-Ville về phía đông nam, Saint-Nom-la-Bretèche về phía tây nam, và Chambourcy về phía tây.